# Vehicle de combat d'infanteria

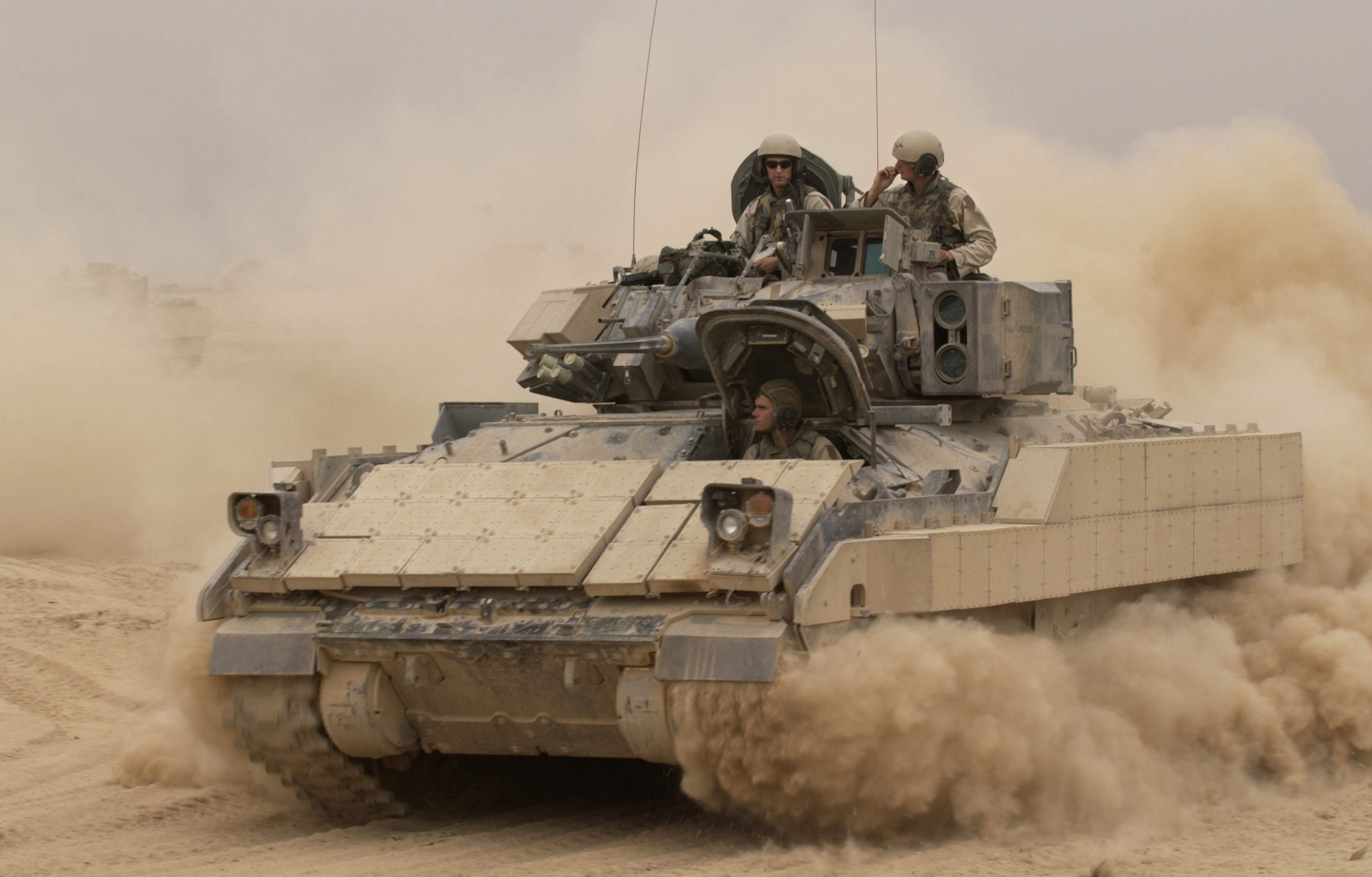
Un M2 Bradley dels EUA travessant el desert durant la Invasió de l'Iraq l'any 2004.

Un vehicle de combat d'infanteria, també conegut per les sigles VCI o IFV (de l'anglès Infantry Fighting Vehicle), és un tipus de vehicle blindat de combat dissenyat per traslladar la infanteria al camp de batalla i proporcionar suport. Tot i ser semblants, es diferencien dels transports blindats de personal pel calibre de l'arma principal, que en el cas dels IFV és superior a 20 mm.
Els vehicles de combat d'infanteria són similars als transports blindats de personal (APC), dissenyats per traslladar entre cinc i deu soldats amb el seu equip. Es diferencien dels APC pel seu millor armament, permetent donar suport directe durant un assalt, ranures de tret que els soldats poden usar per disparar les seves armes des de l'interior del vehicle i generalment millor blindatge.
Els IFV estan armats generalment amb un canó automàtic de calibre 20 a 30 mm, i de vegades amb míssils antitancs (ATGM). Encara que la majoria dels vehicles de combat d'infanteria utilitzen una tracció a erugues, existeixen alguns dissenys amb tracció de rodes. Els vehicles d'infanteria estan menys blindats i armats que els tancs, però de vegades transporten míssils pesants, com els BGM-71 TOW o els Spigot que suposen una amenaça pels tancs.

## Història

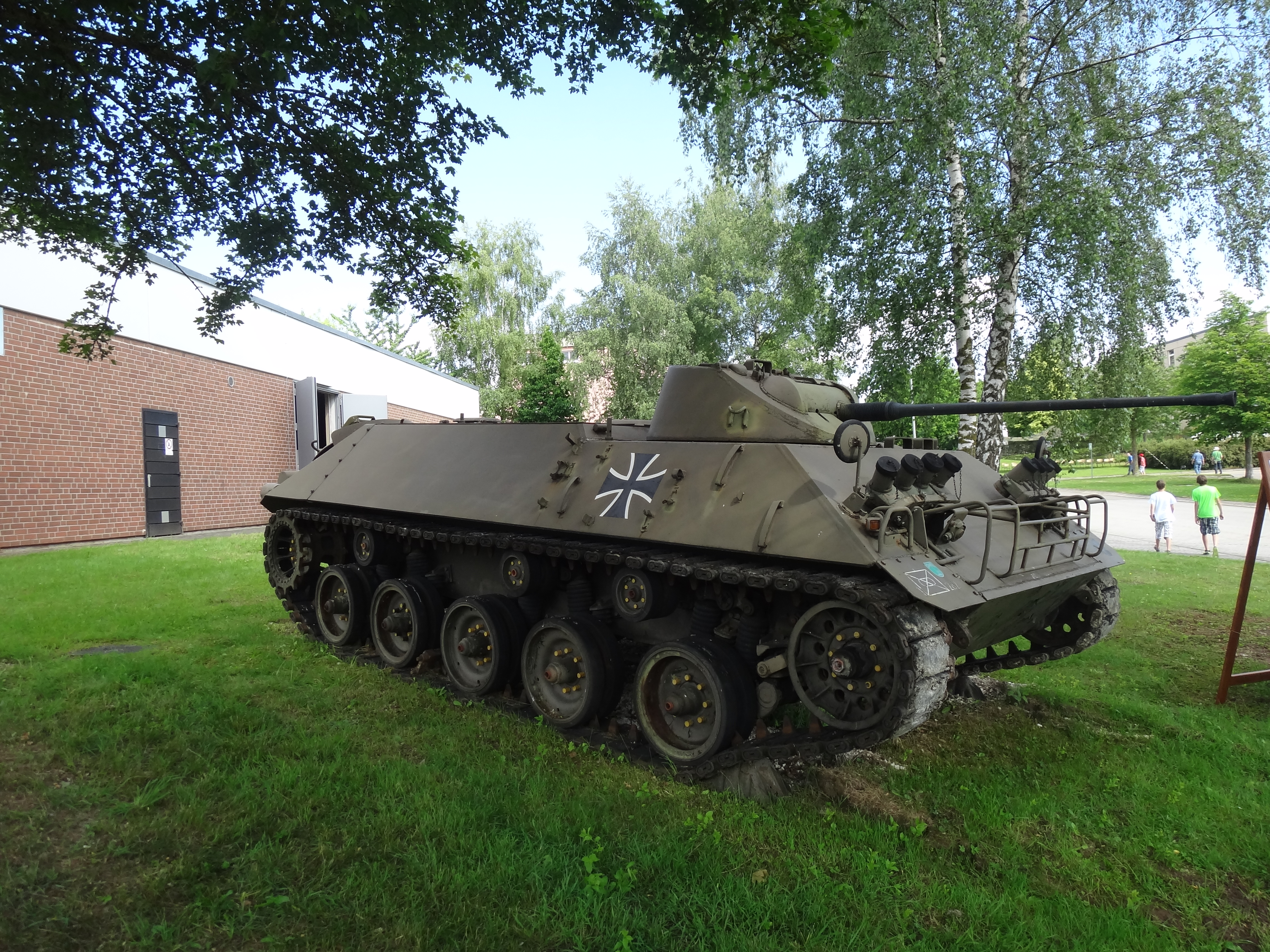
El Schützenpanzer Lang HS.30 va ser un dels primers ginys semblant a un vehicle de combat d'infanteria. De disseny Hispano-Suiza, va servir a l'Alemanya Occidental.

Els primers intents i provatures de fabricar un blindat de transport i suport a la infanteria es van realitzar a finals dels anys 50.
Un d'aquests blindats fou l'AMX-VCI francès, que va entrar en servei l'any 1957. Podia transportar deu soldats i, tot i que en un principi anava armat només amb una metralladora, a les versions finals s'hi va muntar un canó automàtic de 20 mm de calibre, diferenciant-se així dels transports blindats de personal que imperaven a l'època.
El següent intent fou per part de l'Alemanya Occidental amb el blindat Schützenpanzer Lang HS.30. Dissenyat per Hispano-Suiza durant els anys 50, i amb motor Rolls-Royce, va entrar en servei l'any 1958 a l'exèrcit de l'Alemanya de l'Oest. En aquest cas, el canó automàtic de 20 mm ja hi anava incorporat des d'un bon principi i podia transportar fins a 5 soldats.
Però no seria fins al final dels anys 1960 i principi dels 70 que apareixerien els autèntics vehicles de combat d'infanteria completament diferenciats de qualsevol altre vehicle blindat de combat.

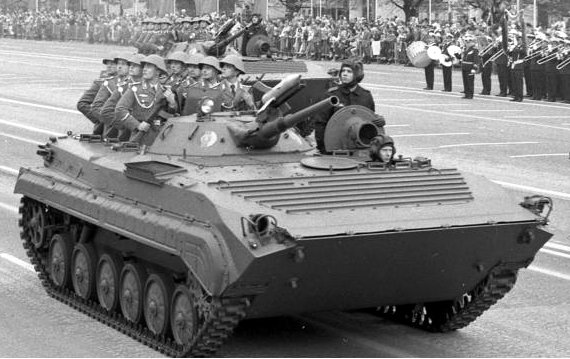
Un BMP-1 desfilant a Berlín amb motiu del 39è aniversari de la fundació de la República Democràtica Alemanya.

Entrant en servei l'any 1966, i considerat el primer vehicle de combat d'infanteria, el BMP-1 soviètic va marcar un abans i un després. Amb un perfil baix i un blindatge inclinat que mantenia segura la tripulació i els passatgers de les armes lleugeres, el BMP-1 podia transportar fins a 8 soldats i incorporava una metralladora de 7,62 mm i un canó d'ànima llisa de 73 mm, amb capacitat per disparar míssils antitancs. El motor era de 300 CV i assolia una velocitat màxima de 65 km/h. Amb aquestes característiques, el blindat era capaç d'endinsar-se en solitari en territori enemic acompanyant la infanteria i donant-li suport en combat. Aquest disseny revolucionari va crear una nova subclasse de vehicles blindats que, un cop descoberta per les potències occidentals l'any 1967, no va tardar a popularitzar-se.
El Schützenpanzer Marder, que va entrar en servei l'any 1971 però que havia estat dissenyat durant la dècada dels 60, és un altre exemple d'aquests vehicles de combat d'infanteria primerencs. Amb unes línies generals relativament semblants a les del BMP-1, podia transportar fins a 7 soldats i anava equipat amb un canó de 20 mm. A més a més, s'hi podien afegir llançamíssils per combatre tancs i altres amenaces blindades.
Des de llavors, la majoria de les forces armades principals han desenvolupat o adoptat vehicles de combat d'infanteria.

## Exemples
Alguns dels dissenys són:
- ASCOD, més conegut com a Pizarro, d'Espanya.
- BMP-1, de Rússia.
- BMP-2, de Rússia.
- BMP-3, de Rússia.
- BTR-T, de Rússia.
- Dardo, d'Itàlia.
- M2/M3 Bradley, i Stryker, dels Estats Units.
- Ratel, de Sud-àfrica.
- Schützenpanzer Marder, d'Alemanya.
- Stridsfordon 90, de Suècia.
- TAM VCTP, de l'Argentina.
- FV510 Warrior, del Regne Unit.